# Cotoneaster affinis
Cotoneaster affinis là loài thực vật có hoa trong họ Hoa hồng. Loài này được Lindl. mô tả khoa học đầu tiên năm 1821.